# The Long Play
The Long Play — дебютный студийный альбом немецкой певицы Сандры, выпущенный в 11 ноября 1985 года. В 1988 году был издан в СССР. В хит-парадах многих стран занял места в топ-20. Считается одним из лучших альбомов не только певицы, но и всей танцевальной музыки 80-х, хиты которого звучат до сих пор.

## Об альбоме
Альбом был спродюсирован Мишелем Крету.
Песни «In the Heat of the Night», «(I’ll Never Be) Maria Magdalena» и другие были выпущены синглами и стали хитами. «Maria Magdalena» получила золотой статус по итогам продаж в качестве отдельного сингла.

## Сертификация
- BVMI (Германия) — золотой, первый альбом певицы, получивший такой статус. Статус присвоен в 1986 году.[3]

## Чарты
- Швеция — 2-е место[4]
- Норвегия — 8-е место[5]
- Австрия — 18-е место
- Германия — 12-е место
- Нидерланды — 43-е место
- Швейцария — 4-е место

## Список композиций
| №                   | Название                          | Автор(ы)                           | Длительность |
| ------------------- | --------------------------------- | ---------------------------------- | ------------ |
| 1.                  | «In the Heat of the Night»        | Крету, Кеммлер, Лёр, Хиршбургер    | 5:20         |
| 2.                  | «On the Tray (Seven Years)»       | Кеммлер, Крету, Хиршбургер         | 3:45         |
| 3.                  | «Little Girl»                     | Кеммлер, Лёр, Крету, Хиршбургер    | 3:11         |
| 4.                  | «You and I»                       | Крету, Палмер-Джеймс               | 5:56         |
| 5.                  | «(I’ll Never Be) Maria Magdalena» | Кеммлер, Лёр, Крету, Палмер-Джеймс | 5:55         |
| 6.                  | «Heartbeat (That's Emotion)»      | Бессер, Кассандра, Чирни           | 3:23         |
| 7.                  | «Sisters and Brothers»            | Крету, Палмер-Джеймс               | 3:23         |
| 8.                  | «Change Your Mind»                | Крету, Палмер-Джеймс               | 4:04         |
| Общая длительность: | Общая длительность:               | Общая длительность:                | 36:29        |

## Участники записи
- Сандра — основной вокал
- Мишель Крету — клавишные, клавишные соло, ударные, программирование, бэк-вокал
- Маркус Лор — гитара
- Хуберт Кеммлер — бэк-вокал
- Дитер Айкелпот — фотография
- Майк Шмидт — дизайн обложки

Аранжировки и продюсирование — Мишель Крету.